# Guilherme Afonso
Guilherme Afonso (Luanda, 15 novembre 1985) è un ex calciatore angolano con cittadinanza svizzera, di ruolo attaccante.

## Carriera
Ha debuttato nel campionato elvetico nel 2003 con l'Etoile Carouge, per poi militare nei campionati francese e olandese. Ritornato in Svizzera nel 2008, tesserato dal Sion, due anni più tardi si trasferisce in prestito prima al Grasshoppers e quindi al Lugano.
Guilherme ha giocato 35 partite in Super League e 64 in Challenge League, segnando rispettivamente 3 e 18 reti, oltre a 5 partecipazioni tra Europa League, Champions League e relative qualificazioni.
Dopo un temporaneo allontanamento dal mondo del calcio, il 1º gennaio 2019 si accorda con il Mendrisio guidato da Stefano Bettinelli.